# Coste Apetrea
Coste Bobbii Robert Apetrea, född 3 maj 1952 i Falkenberg, är en svensk gitarrist och kompositör.
Apetrea har bland annat spelat med Samla Mammas Manna, Mikael Rickfors, Jukka Tolonen och Ramlösa kvällar. Han har haft projekt under sitt eget namn, där t ex Jojje Wadenius medverkat.  Han samarbetade från 1977 till 2003 med finska gitarristen Jukka Tolonen. Tillsammans gjorde de sex album med band och två akustiska duo-/gitarralbum. Han turnerade Europa runt med runt 150-200 konserter/år och framträdde på Montreux Jazz Festival, Roskilde, mfl. Han skrev även vinjetten till Björnes magasin.
Apetrea har under senare år givit ut soloskivor med det finska progressiva metal skivbolaget Lion Music som Rites of Passage (2006) och Surprisingly Heavy (2008). 
Som producent och kompositör har han skrivit musiken till fotografen Lennart Nilssons film "The Miracle of Love" samt Marianne Ahrnes & Rigmor Roberts film "Flickor kvinnor och en och annan drake". Han har samarbetat med Ola Håkansson och Mikael Rickfors, "Akiiki" (Soul R&B) och en mängd andra artister. Som producent kan nämnas Björn Holms Änglarna ger mig ingen ro från 1985. Han turnerade med sin ursprungsgrupp Samla Mammas Manna i Japan, USA, Europa, Kanada och Ryssland fram till 2007 då medlemmen Lars Hollmer gick bort.
Runt 2017 jobbade Apetrea med sin trio och frilansade med improvisations- och världsmusikanter från olika delar av världen, samt som producent av både EDM och rockmusik. Han var A-tekniker för världens första direktsända 3D-film i 5.1 surround. År 2013 utgav han Progglådan, en box med 40 CD-skivor, 83 band & artister, 38 timmar musik med tidigare outgivna inspelningar ur Sveriges Radios arkiv av musik från 1970-talets alternativa svenska musikrörelse.

## Diskografi
Album
- 1977 – Nyspolat (Solo)
- 1979 – Vänspel (Coste Apetrea / Stefan Nilsson / Jukka Tolonen)
- 1981 – Touch Wood (Coste Apetrea / Jukka Tolonen)
- 1985 – Blue Rain (Coste Apetrea / Jukka Tolonen)
- 1986 – Stilla Regn (Solo / Sonet rec)
- 1989 – Airborne (Solo)
- 1991 – Aqua - Mother Earth  (Solo)
- 1996 – Lonely Brains (Coste Apetrea / Max Åhman / Fazal Qureshi)
- 2006 – Rites of Passage  (Solo)
- 2008 – Surprisingly Heavy (Solo)

Singlar
- 1983 – "Jojja Ja Ja"
- 1984 – "Ingenting Är Säkert I En Tidning" / "Gensvar"
- 1985 – "Sinnenas Eldorado"
- 1990 – "Airborne" (Maxi-singel)

## Filmmusik (i urval)
- 1997 – Flickor, kvinnor – och en och annan drake
- 1997  – Selma & Johanna – en roadmovie